# Euphrasia australis
Euphrasia australis är en snyltrotsväxtart som beskrevs av Perrie. Euphrasia australis ingår i släktet ögontröster, och familjen snyltrotsväxter. Inga underarter finns listade i Catalogue of Life.